# Unión Fenosa Gas
Unión Fenosa Gas (UFG) fue una compañía española dedicada a la importación de gas natural y participada al 50% por la petrolera Italiana ENI, S.p.A y la energética española  Naturgy Energy Group.
Fue fundada en 1998 como filial gasista de la extinta Unión Fenosa. Está presente en la mayor parte de las etapas de la cadena del gas natural, lo que incluye las actividades de licuefacción, transporte marítimo, producción y comercialización.
La compañía comercializa gas tanto a nivel internacional, operando en los principales mercados gasistas mundiales, como en España, donde suministra gas al sector industrial y se encuentra entre los tres primeros operadores del mercado español, según informes de la Comisión Nacional de los Mercados y la Competencia (CNMC).

## Historia
En 1998 se fundó la compañía UFG como filial gasista de Unión Fenosa.
En el año 2000 se formalizó un contrato con una duración inicial de 25 años con la Egyptian General Petroleum Company (EGPC), ratificado por el Consejo de Ministros del Gobierno Egipcio. Este acuerdo incluía la construcción de una planta de licuefacción en el puerto de la ciudad de Damietta (Egipto).
En 2001, como parte también del área de aprovisionamientos, participó en la subasta de gas de Argelia para abrir a nuevos operadores el contrato por gasoducto. En esta subasta la compañía obtuvo 0,84 bcm hasta el 31 de diciembre de 2003 lo que le permitió iniciar su actividad comercializadora en el mercado industrial.
En 2002 formalizó un acuerdo con el Gobierno del Sultanato de Omán que consistía en la firma de un contrato de suministro a corto plazo con la empresa OMAN LNG por un total de 1,8 bcm de GNL para los años 2004 y 2005, y, además, incluía la construcción de un tercer tren de licuefacción en la zona portuaria de Qalhat para la producción de 4,4 bcm anuales de GNL, de los que UFG dispondría el 50% para su comercialización desde el 2006 y con una vigencia de 20 años.
En diciembre de 2002 entró como socio en el accionariado de UFG la empresa italiana Eni SpA, que adquiere el 50% de los títulos y refuerza el posicionamiento de la compañía en los mercados gasistas internacionales. Se instrumentó mediante una ampliación de capital por valor de 440 millones de euros, suscrita en su totalidad por la empresa italiana. La operación se cerró en el mes de junio de 2003, tras recibir las correspondientes autorizaciones de la Comisión Europea y el Gobierno Español.
En 2004, para promover las actividades de transporte y logística, UFG contrató dos buques metaneros en régimen de time charter y por un periodo de 25 años.
En 2006 y 2007, respectivamente, inició su actividad en el ámbito de la regasificación al entrar en operación las plantas de SAGGAS, en Sagunto (Valencia) y de REGANOSA, en Mugardos (Galicia). En esta última, UFG participaba en el capital social de la planta gallega a través de la sociedad Gasifica hasta febrero de 2016 en que se produjo la venta de su participación (90%). Por su parte, en la planta de SAGGAS, UFG tenía una participación accionarial del 42,5 % hasta el 30 de junio de 2016, cuando alcanzó un acuerdo con Enagás Transporte, filial de Enagás, para transmitirle su participación accionarial en el capital de esta planta de regasificación ubicada en Sagunto.
En 2008, la compañía Naturgy adquirió la empresa matriz Unión Fenosa. La nueva compañía resultante, Gas Natural Fenosa, pasó a tener la mitad del capital social de UFG, de forma que quedaba repartido al 50% entre Gas Natural y Eni SpA.
En 2021 Naturgy compró a Eni su 50% en Unión Fenosa Gas, dentro de una operación compleja de reparto de activos. En 2023 Naturgy liquidó la sociedad integrando los activos remanentes en su filial Naturgy Aprovisionamientos, S.A.

## Líneas de negocio

### Licuefacción
UFG está presente en la actividad de licuefacción de gas natural a través de su participación en las plantas de procesamiento y producción de Damietta, en Egipto y de Qalhat, en el Sultanato de Omán.
- Damietta: UFG a través de su filial SEGAS (Spanish Egyptian Gas Company), controlada en un 80%, fue responsable de la construcción y operación de la planta de Damietta. El otro 20% restante pertenece a las compañías estatales egipcias EGPC (Egyptian General Petroleum Company) y EGAS (Egyptian Natural Gas Holding).

El proyecto se inició en 2002 y su primer tren entró en operación a finales de 2004. La planta tiene una capacidad nominal de procesamiento de 7,56 bcm al año, con una eficiencia energética superior al 90%, lo que equivale a una disponibilidad de 6,8 bcm al año de gas natural comercializable como GNL. Desde finales de 2012 la planta vio interrumpida su actividad como consecuencia de la restricción unilateral en el suministro por parte de las compañías nacionales egipcias del gas y del petróleo. La compañía presentó en febrero de 2014 un requerimiento de arbitraje ante el Centro Internacional de Arreglo de Diferencias Relativas a Inversiones (CIADI) dependiente del Banco Mundial.
Mientras tanto, en mayo de 2014, la compañía firmó un acuerdo de intenciones (MoU) con Tamar partners para el suministro de gas natural israelí a su planta de licuefacción de Damietta, en Egipto. Este acuerdo que no era vinculante tenía como objetivo finalizar las negociaciones para la firma de un contrato comercial que contemplaría la adquisición por parte de UFG de 4,5 bcm al año de gas natural, durante un periodo de 15 años. El acuerdo definitivo no se ha llegado a materializar de momento.
En septiembre de 2018 se produjo el anuncio de la resolución del tribunal arbitral del CIADI que hizo público su veredicto favorable a la demanda interpuesta por UFG contra la República Árabe de Egipto por la interrupción unilateral del suministro de gas natural a su planta de Damietta. El CIADI consideró los argumentos de la demanda presentada por UFG en el caso ARB/14/4 y juzgó a Egipto responsable del incumplimiento del tratado bilateral de protección de inversiones entre España y Egipto. Tras ese anuncio, según diversas fuentes, se espera que la reactivación de la producción de la planta de Damietta pueda tener lugar a lo largo de 2019.
- Qalhat: UFG es accionista de esta planta de licuefacción, con un 7,36% del capital, siendo el accionista mayoritario el Gobierno del Sultanato de Omán. Tiene un acuerdo por el cual dispone del 50% de la producción (2,2 bcm anuales), por una vigencia de 20 años.

El tren de licuefacción entró en operación el 13 de noviembre de 2005. En su construcción, inicio de la puesta en marcha y su primera producción de GNL se tardó un plazo muy breve de tiempo, solamente 13 días.

### Transporte
La flota de UFG está formada por dos buques metaneros, el Galicia Spirit y el Cádiz Knutsen, con una capacidad de carga de 140.500 m³ de GNL y 138 m³ de GNL, respectivamente, que le permiten transportar 4,0 bcm anuales de GNL.
Ambos barcos están fletados en 2004, en régimen de ”time charter” y por un periodo de 25 años.

### Comercialización
UFG comercializa gas natural en dos ámbitos diferenciados: nacional (España) e internacional.
- En España, suministra gas a través de su filial Unión Fenosa Gas Comercializadora (UFGC) a los segmentos de generación eléctrica (centrales térmicas de ciclo combinado) e industrial, donde cuenta con una cartera diversificada y está presente en los principales sectores de actividad industrial.
- En el mercado internacional, participa en la comercialización de gas en los principales mercados gasistas mundiales.

## Otras actividades
UFG participa en proyectos de exploración de gas en el territorio español. Está presente con un 58,8% en el Proyecto Viura Archivado el 15 de mayo de 2016 en Wayback Machine., situado dentro de los Permisos de Investigación Cameros-2 y Ebro-A (La Rioja). 
El yacimiento de gas natural Viura se encuentra situado en el subsuelo de La Rioja, a unos 12 kilómetros de Logroño, en el municipio riojano de Sotés. Se trata de una estructura geológica constituida por areniscas sedimentadas hace más de 100 millones de años, en el Cretácico, en cuyos poros se aloja el gas natural a unos 4.000 metros de profundidad. Desde entonces, por encima de estas areniscas porosas se fueron depositando capas sucesivas de arcillas, formando un sello perfecto que ha preservado la estanqueidad de este yacimiento. 
La explotación en pruebas de los pozos 'Viura 1' (situado en Sotés) y 'Viura 3' (en Hornos) se inició en febrero de 2015 y en los primeros días de marzo de 2015 comenzó la inyección de gas natural a la red nacional para su comercialización de forma continua, a un ritmo de unos 300.000 metros cúbicos diarios.
Este proyecto consiguió en enero de 2016 la declaración favorable de impacto ambiental describe que el yacimiento riojano aloja unas reservas estimadas de 3.000 millones de metros cúbicos de gas, equivalente al consumo de combustible de esta región durante más de nueve años.
El 25 de julio de 2017 se publicaba en el BOE el Real Decreto que otorgaba a las sociedades participantes en el proyecto Viura la concesión de explotación del yacimiento, tal y como establece la Ley 34/1998, de 7 de octubre, del sector de hidrocarburos, después de quedar acreditada la existencia de hidrocarburos en cantidades comerciales. Este otorgamiento confiere también el derecho en exclusiva a UFG para realizar la explotación del yacimiento por un periodo de treinta años, prorrogable por dos períodos sucesivos de diez.
El 4 de octubre de 2017 Unión Fenosa Gas inauguró oficialmente la planta de extracción y tratamiento de gas natural convencional en el término de Sotés en un acto al que asistieron el presidente de Unión Fenosa Gas, José María Egea; el consejero director de Unión Fenosa Gas, Daniele De Giovanni; y el presidente del Gobierno de La Rioja, José Ignacio Ceniceros. Se prevé que el yacimiento de gas natural Viura aporte en los próximos años al sistema gasista español el equivalente al 10% del consumo anual del país.